# 한라체육관
한라체육관은 대한민국 제주특별자치도 제주시 제주종합경기장에 있는 체육시설이다. 1983년 7월에 준공되었다.